# Fernsehturm Dequede
Der Fernsehturm Dequede befindet sich südöstlich des Osterburger Ortsteiles Dequede im Landkreis Stendal in Sachsen-Anhalt (Deutschland).
Er wurde zwischen 1956 und 1959 als erster Fernsehturm der DDR nach dem Vorbild des Stuttgarter Fernsehturms aus Stahlbeton gebaut. Der 184,5 Meter hohe Turm wurde von Gerhard Frost entworfen und ist für die Öffentlichkeit nicht zugänglich.

## Geschichte
Am 12. Oktober 1956 fand die Grundsteinlegung zum Turmbau statt. Die Betonarbeiten begannen tags darauf. Am 28. August 1957 erreichte der Turm eine Höhe von 99,1 Meter. Er nahm am 25. Oktober 1959 seinen Betrieb auf und strahlt seit 1969 Farbfernsehprogramme aus.
Heinz Wenisch, der 36 Jahre lang Leiter der Einrichtung war, berichtete 2014 in einem Zeitungsinterview, warum der Turm in Dequede gebaut wurde: „Es wurde ganz einfach notwendig, im Rahmen des weiteren Ausbaus des Fernseh- und UKW-Netzes im Bereich der Altmark eine Betriebsstelle zu errichten“. Noch wichtiger wurde es, den Richtfunkring von Rostock über Schwerin bis nach Berlin zu schließen und auch später eine grenznahe Übergabestelle für Intervision und Eurovision zu haben.
Im Jahr 1978 brachte die Deutsche Post der DDR zum Weltfernmeldetag eine 10-Pfennig-Briefmarke heraus, auf der neben einem Übertragungswagen der Turmkorb des Fernsehturms Dequede zu sehen war. Ebenso 1980 war der Turmkorb des Fernsehturms Motiv einer 20-Pfenning-Sondermarke, die am 5. Februar heraus kam.
Am 20. Mai 2008 wurde mit Hilfe eines Hubschraubers eine neue Antenne aufgesetzt, um die Voraussetzungen für die Ausstrahlung des digitalen Fernsehens DVB-T zu schaffen. Da am 28. März 2017 der neue Standard DVB-T2 startete und dieser eine höhere Reichweite erzielt als DVB-T, wurde der Sender nicht mehr benötigt und somit an jenem Tag abgeschaltet.

## Beschreibung
Der Turm steht auf einer Höhe von 57,6 Meter über NN. Der insgesamt 180 Meter hohe Turm besteht aus einem 124,8 Meter hohen Turmschaft aus Beton und einer daran anschließenden Stahlantenne. Eine Plattform befindet sich auf 119,1 Meter. Die Tiefe des Fundaments beträgt 4,5 Meter.

## Frequenzen und Programme

### Analoges Radio (UKW)
| Frequenz (MHz) | Programm               | RDS PS                       | RDS PI                | Regionalisierung  | ERP (kW) | Antennendiagramm rund (ND)/gerichtet (D) | Polarisation horizontal (H)/vertikal (V) |
| -------------- | ---------------------- | ---------------------------- | --------------------- | ----------------- | -------- | ---------------------------------------- | ---------------------------------------- |
| 94,9           | MDR Sachsen-Anhalt     | MDR_S-AN                     | D6D1                  | Stendal           | 10       | ND                                       | H                                        |
| 89,4           | MDR Kultur             | __MDR___/_KULTUR_            | D3C3                  | -                 | 10       | ND                                       | H                                        |
| 98,9           | MDR Jump               | MDR_JUMP                     | D3C2                  | -                 | 10       | ND                                       | H                                        |
| 96,9           | Deutschlandfunk Kultur | Dlf_Kult                     | D220                  | -                 | 10       | ND                                       | H                                        |
| 95,6           | Radio SAW              | _S_A_W__/__*S*A*W*_/*S_A_W*_ | D5D9 (regional), D3D9 | Magdeburg/Altmark | 1        | ND                                       | H                                        |
| 101,0          | Radio Brocken          | BROCKEN 1)                   | D3D8                  | Altmark           | 60       | ND                                       | H                                        |

1) Dynamisch

### Digitales Radio (DAB)
DAB wird seit dem 15. Dezember 2015 im Gleichwellenbetrieb mit anderen Sendern ausgestrahlt.
| Block                       | Programme (Datendienste) | ERP (kW) | Antennen- diagramm rund (ND), gerichtet (D) | Gleichwellennetz (SFN) |
| --------------------------- | --- | -------- | ------------------------------------------- | --- |
| 5C DRDeutschland (D__00188) | DAB+ Block der Media Broadcast - Absolut relax (72 kbps) - Dlf (104 kbps) - Dlf Kultur (112 kbps) - Dlf Nova (104 kbps) - DRadio DokDeb (48 kbps) - Energy Digital (72 kbps) - ERF Plus (64 kbps) - Klassik Radio (72 kbps) - Radio Bob (72 kbps) - Radio Horeb (48 kbps) - Radio Schlagerparadies (64 kbps) - Schwarzwaldradio (64 kbps) - sunshine live (72 kbps) - DRadio Daten (32 kbps Daten) - EPG Deutschland (16 kbps Daten) - TPEG (16 kbps Daten) - TPEG_MM (16 kbps Daten) | 5        | ND                                          | - Baden-Württemberg: Aalen, Baden-Baden (Fremersberg), Bad Mergentheim, Blauen, Brandenkopf, Donaueschingen, Feldberg im Schwarzwald, Freiburg (Vogtsburg-Totenkopf), Geislingen (Oberböhringen), Großerlach (Hohe Brach), Heidelberg (Königstuhl), Heilbronn (Schweinsberg), Hochrhein (Rickenbach), Hornisgrinde, Pforzheim (Schömberg-Langenbrand), Raichberg, Ravensburg (Höchsten), Reutlingen, Stuttgart (Frauenkopf), Ulm (Kuhberg) - Bayern: Amberg (Hirschau), Aschaffenburg (Pfaffenberg), Augsburg (Hotelturm), Bad Tölz (Gaißach), Bamberg (Geisberg), Büttelberg, Brotjacklriegel, Dillberg, Grünten, Herzogstand, Hochberg (Traunstein), Hoher Bogen, Inntal (Ebbs), Ingolstadt (Gelbelsee), Kreuzberg/Rhön, Landshut (Altdorf), München (Olympiaturm), Nennslingen (Büchelberg), Nürnberg, Oberammergau, Ochsenkopf, Passau, Pfänder, Pfaffenhofen, Pfarrkirchen, Pfronten, Regensburg (Hohe Linie), Unterringingen, Untersberg, Wendelstein (Bayrischzell), Würzburg (Frankenwarte) - Berlin: Berlin (Alexanderplatz), Berlin (Scholzplatz) - Brandenburg: Bad Belzig, Booßen, Brandenburg/Havel, Calau, Casekow, Cottbus, Eisenhüttenstadt, Petkus, Pritzwalk, Templin - Bremen: Bremen (Walle), Bremerhaven-Schiffdorf - Hamburg: Hamburg (Moorfleet), Hamburg (Heinrich-Hertz-Turm) - Hessen: Bad Hersfeld (Rimberg), Biedenkopf (Sackpfeife), Fulda (Hummelskopf), Frankfurt (Europaturm), Gelnhausen (Schnepfenkopf), Gießen (Dünsberg), Großer Feldberg, Hardberg, Hohe Wurzel, Hoher Meißner, Kassel (Habichtswald), Mainz-Kastel - Mecklenburg-Vorpommern: Garz (Rügen), Güstrow, Malchin, Neubrandenburg-Süd, Rostock (Toitenwinkel), Röbel, Schwerin (Zippendorf-Gr.Dreesch), Torgelow, Wismar/Rüggow, Züssow - Niedersachsen: Aurich-Popens, Braunschweig (Broitzem), Braunschweig (Drachenberg), Cuxhaven-Stadt, Dannenberg, Göttingen (Bovenden-Osterberg), Hannover (Telemax), Lingen, Lüneburg-Neu Wendhausen, Molbergen-Peheim, Osnabrück (Bramsche-Schleptruper Egge), Hildesheim (Sibbesse), Steinkimmen, Uelzen, Visselhövede, Wilhelmshaven - Nordrhein-Westfalen: Aachen (Karlshöhe), Bielefeld (Hünenburg), Bonn (Venusberg), Dortmund (Florianturm), Düsseldorf (Rheinturm), Eggegebirge, Herscheid, Hochsauerland (Hunau), Hürtgenwald-Großhau, Köln (Colonius), Langenberg, Lügde-Rischenau (Köterberg), Minden (Jakobsberg), Münster (Fernmeldeturm), Schöppingen, Siegen-Süd, Wesel - Rheinland-Pfalz: Bad Kreuznach (Schanzenkopf), Bad Marienberg (Westerwald), Bornberg, Daun (Eifel), Edenkoben (Kalmit), Heckenbach-Schöneberg (Ahrweiler), Idar-Oberstein, Kaiserslautern, Kettrichhof, Koblenz (Kühkopf), Trier (Petrisberg) - Saarland: Merzig-Merchingen, Saarbrücken (Schoksberg) - Sachsen: Chemnitz, Dresden, Geyer, Leipzig, Löbau, Neustadt, Oschatz, Schöneck, Zwickau Ost - Sachsen-Anhalt: Brocken, Burg, Dequede, Petersberg, Pettstädt (Weißenfels), Schneidlingen, Wittenberg - Schleswig-Holstein: Bungsberg, Flensburg, Heide, Helgoland, Hennstedt, Kiel (Kronshagen), Lübeck (Stockelsdorf), Schleswig, Niebüll (Süderlügum), Westerland (Sylt) - Thüringen: Bleßberg (Sonneberg), Erfurt-Hochheim, Gera, Inselsberg, Jena (Oßmaritz), Kulpenberg, Saalfeld (Remda), Lobenstein (Sieglitzberg), Weimar (Ettersberg) |
| 6B MDR S-ANHALT (D__00309)  | DAB-Block des MDR: - MDR Jump (88 kbps) - MDR Kultur (88 kbps) - MDR Tweens (80 kbps) - MDR Sputnik (88 kbps) - MDR Aktuell (72 kbps) - MDR Klassik (112 kbps) - MDR Schlagerwelt (ST) (88 kbps) - MDR Sachsen-Anhalt (DE) (88 kbps) - MDR Sachsen-Anhalt (HAL) (88 kbps) - MDR Sachsen-Anhalt (MD) (88 kbps) - MDR Sachsen-Anhalt (SDL) (88 kbps) - MDR Sachsen-Anhalt EXT (88 kbps) - MDR TPEG (16 kbps) - MDR EPG (24 kbps)                                                        | 5        | ND                                          | Brocken, Burg, Dequede, Eisleben, Erxleben (Haldensleben), Hettstedt, Genthin, Jessen, Klötze, Kulpenberg, Petersberg, Pettstädt (Weißenfels), Schneidlingen, Stendal, Wittenberg, Zeitz |
| 11C S-Anhalt (D__00198)     | DAB-Block der Media Broadcast: - Radio Brocken (DE) (72 kbps) - Radio Brocken (MD) (72 kbps) - Radio Brocken (HAL) (72 kbps) - Radio Brocken (ALT) (64 kbps) - Radio SAW (HARZ) (72 kbps) - Radio SAW (HAL) (72 kbps) - Radio SAW (MD) (72 kbps) - Radio SAW (DE) (64 kbps) - Rockland (72 kbps) - 89.0 RTL (88 kbps) - 1A Deutsche Hits (72 kbps) - 89.0 RTL In The Mix (96 kbps) | 5        | D                                           | Brocken, Burg, Dequede, Petersberg, Pettstädt (Weißenfels), Schneidlingen, Wittenberg/Gallunberg |

### Digitales Fernsehen (DVB-T)
Die DVB-T-Ausstrahlungen vom Standort Dequede (Osterburg) liefen ab dem 1. Juli 2008 und waren im Gleichwellenbetrieb (Single Frequency Network) mit anderen Sendestandorten.
Mit dem Beginn der Umstellung des terrestrischen Fernsehens in Deutschland auf DVB-T2 HD endete der DVB-T-Sendebetrieb in Dequede ersatzlos am 29. März 2017. Eine DVB-T2-Ausstrahlung ist von diesem Standort nicht vorgesehen.
| Kanal | Frequenz (MHz) | Multiplex                         | Programme im Multiplex                                                                                                | ERP (kW) | Antennendiagramm rund (ND)/ gerichtet (D) | Polarisation horizontal (H)/ vertikal (V) | Modulations- verfahren | FEC | Guard- intervall | Bitrate (MBit/s) | SFN                                 |
| ----- | -------------- | --------------------------------- | --- | -------- | ----------------------------------------- | ----------------------------------------- | ---------------------- | --- | ---------------- | ---------------- | ----------------------------------- |
| 41    | 634            | ARD national (MDR)                | - Das Erste (MDR) - ARTE - Phoenix - Einsfestival                                                                     | 50       | ND                                        | V                                         | 64-QAM                 | 2/3 | 1/4              | 19,91            | Dequede                             |
| 34    | 578            | ARD regional (MDR) Sachsen-Anhalt | - MDR Fernsehen (Sachsen-Anhalt) - rbb Fernsehen (Brandenburg) - WDR Fernsehen (Köln) - NDR Fernsehen (Niedersachsen) | 50       | ND                                        | V                                         | 64-QAM                 | 2/3 | 1/4              | 19,91            | Dequede, Brocken, Magdeburg (Stadt) |
| 31    | 554            | ZDFmobil                          | - ZDF - 3sat - ZDFinfo - KiKA (06–21:00 Uhr) / ZDFneo (21–06:00 Uhr)                                                  | 50       | ND                                        | V                                         | 16-QAM (8-k-Modus)     | 2/3 | 1/4              | 13,27            | Dequede                             |

### Analoges Fernsehen
Bis zur Umstellung auf DVB-T wurden folgende Programme im analogen Standard B/G PAL gesendet:
| Kanal | Frequenz (MHz) | Programm                       | ERP (kW) | Sendediagramm rund (ND)/ gerichtet (D) | Polarisation horizontal (H)/ vertikal (V) | Anmerkung                                                                              |
| ----- | -------------- | ------------------------------ | -------- | -------------------------------------- | ----------------------------------------- | -------------------------------------------------------------------------------------- |
| 12    | 224,25         | Das Erste (MDR)                | 5        | ND                                     | V                                         | Abschaltung zum 1. Oktober 1997 aufgrund der DAB-Ausstrahlung auf 12C. Wechsel auf K24 |
| 24    | 519,25         | Das Erste (MDR)                | 50       | ND                                     | H                                         | ab September 1997; Ersatzkanal für K12, einige Wochen Parallelbetrieb mit K12          |
| 31    | 551,25         | MDR Fernsehen (Sachsen-Anhalt) | 500      | ND                                     | H                                         |                                                                                        |